# Ryszard Kluszczyński
Ryszard Waldemar Kluszczyński (ur. 16 kwietnia 1952 w Łodzi) – polski medioznawca, kulturoznawca.

## Życiorys
W 1976 ukończył studia na Uniwersytecie Łódzkim, tam doktoryzował się w 1987 na podstawie pracy Film w poglądach europejskiej awangardy okresu kina niemego, napisanej pod kierunkiem Alicji Helman. Habilitował się w 1999 na podstawie pracy Film-wideo-multimedia. Sztuka ruchomego obrazu w erze elektronicznej. W 2003 otrzymał tytuł profesora.
Od 2002 jest kierownikiem Zakładu Mediów Elektronicznych w Katedrze Mediów i Kultury Audiowizualnej Uniwersytetu Łódzkiego. Wykłada także na Akademii Sztuk Pięknych w Łodzi (Wydział Sztuk Wizualnych) i Akademii Sztuk Pięknych w Poznaniu (Wydział Komunikacji Multimedialnej). Specjalizuje się w mediach elektronicznych i sztuce interaktywnej. Prowadzi wykłady dotyczące teorii sztuki, kultury współczesnej, filmu (multi)mediów, teorii komunikowania i zagadnień społeczeństwa informacyjnego. Wykładał czasowo na wielu uniwersytetach amerykańskich i zachodnioeuropejskich.
Jest także kuratorem wystaw i prezentacji sztuki (multi)medialnej (działu filmu wideo i multimediów) w Centrum Sztuki Współczesnej na Zamku Ujazdowskim w Warszawie. Organizuje wystawy, stałe pokazy, a także cykl wystaw międzynarodowych LAB.
Jest autorem książek i publikacji poświęconych historii filmu awangardowego, video-artowi, multimediom i przemianom kultury w dobie komunikacji elektronicznej.

## Wybrane publikacje
- Film – sztuka Wielkiej Awangardy (1990)
- Awangarda. Rozważania teoretyczne (1997)
- Obrazy na wolności. Studia z historii sztuk medialnych w Polsce, 1998, Wydawnictwo Instytutu Kultury, ISBN 83-85323-62-7.
- Film – wideo – multimedia. Sztuka ruchomego obrazu w erze elektronicznej (1999, wyd. II z 2002)
- Społeczeństwo informacyjne. Cyberkultura. Sztuka multimediów (2001, wyd. II 2002)
- Sztuka interaktywna. Od dzieła-instrumentu do interaktywnego spektaklu (2010, wyd. I)

## Nagrody i wyróżnienia
- Nagroda im. Bolesława Michałka za najlepszą książkę filmową roku 1998 pt. Obrazy na wolności. Studia z historii sztuk medialnych (1998)
- Brązowy Medal „Zasłużony Kulturze Gloria Artis” (2008)[1]
- Nagroda Prezydenta Miasta Gdańska w Dziedzinie Kultury z okazji jubileuszu 20-lecia Centrum Sztuki Współczesnej ŁAŹNIA (2018)[2]